# Ипоранга
Ипоранга (порт. Iporanga)  —  муниципалитет в Бразилии, входит в штат Сан-Паулу. Составная часть мезорегиона Итапетининга. Входит в экономико-статистический  микрорегион Капан-Бониту. Население составляет 4524 человека на 2006 год. Занимает площадь 1 160,293 км². Плотность населения — 3,9 чел./км².
Праздник города — 12 января.

## История
Город основан в 1576 году.

## Статистика
- Валовой внутренний продукт на 2003 составляет 14.820.966,00 реалов (данные: Бразильский институт географии и статистики).
- Валовой внутренний продукт на душу населения на 2003 составляет 3.263,81 реалов (данные: Бразильский институт географии и статистики).
- Индекс развития человеческого потенциала на 2000 составляет 0,693 (данные: Программа развития ООН).

## География
Климат местности: субтропический гумидный.